# Bischofsweber
Der Bischofsweber (Euplectes gierowii) auch Bischofs-Wida, zählt innerhalb der Familie der Webervögel (Ploceidae) zur Gattung der Feuerweber (Euplectes).
Das Artepitheton bezieht sich auf Paul Gierow.

## Merkmale
Der stämmige und kurzschwänzige Bischofsweber ist 15 cm groß und 23–36 g schwer, das Weibchen ist etwas leichter.
Beim Männchen sind die obere Kopfhälfte bis Stirn, Ohrdecken und Kehle schwarz, der dicke, konische Schnabel metallgrau. Schwanzoberseite, Flügel und Unterseite sind schwarz, die Beine braun. Im Brutkleid zeigt das Männchen einen breiten, orangeroten Nacken bis zum Hinterkopf, mit schalartigem, zur Brust hin schmaler werdendem Halsband und in gelb auf der oberen Rückenseite übergehend.
Im Schlichtkleid ist das Männchen ebenso wie das Weibchen und die Jungvögel dunkel, auf der Oberseite gestreift mit schwarzen Brustflecken,  und breitem und langem Überaugenstreif, die Ohrdecken sind bräunlich.

## Verbreitung und Lebensraum
Der Bischofsweber sind in Afrika südlich der Sahara heimisch und besiedeln hohes feuchtes Grasland sowie Ackerflächen zwischen 700 und 1600 m.

## Geografische Variation
Es werden folgende Unterarten anerkannt:
- E. g. ansorgei (E. Hartert, 1899), in Kamerun, in der Zentralafrikanischen Republik, im Norden der Demokratischen Republik Kongo, im Südsudan, im Westen und Südwesten Äthiopiens, in Uganda und im Westen Kenias
- E. g. friederichseni Fischer & A. Reichenow , 1884,  im Süden Kenias, in Tansania, kleiner, mit breiterem Bruststreifen. Das Orange auf dem Rücken reicht weiter nach hinten
- E. g. gierowii Cabanis, 1880, Nominatform, im Südwesten der Demokratischen Republik Kongo und im Nordwesten Angolas

## Ernährung
Bischofsweber ernähren sich überwiegend von Grassamen, aber auch von Insekten wie fliegenden Ameisen und Termiten.

## Fortpflanzung
Die Brutzeit liegt im Kongo zwischen Mai und August, in Uganda zwischen April und Oktober sowie im Dezember, in Kenia im Mai, in Tansania zwischen April und Juni und im Dezember.

## Gefährdungssituation
Der Bischofsweber gilt als nicht gefährdet (Least Concern).